# 石川能弘
石川 能弘（いしかわ よしひろ、1937年 - ）は日本の歴史小説作家。東京都生まれ。青山学院大学英米文学部卒業。

## 略歴
航空会社勤務の傍ら、推理作家山村正夫の元で小説作法を学び、1999年（平成11年）、『山本勘助』にてデビュー。主に史実に忠実な歴史小説を手掛けるが、『花橘の乱』においては異色の平安朝歴史伝奇ミステリーを手掛けた。

## 作品リスト
※ 単行本の刊行順に記す。
- 山本勘助（1999年7月、PHP研究所PHP文庫） ISBN 4-569-57291-X
- 大谷吉継（2001年10月、幻冬舎幻冬舎文庫） ISBN 4-344-40173-5
- 黒田長政（2002年3月、学研マーケティング学研M文庫） ISBN 4-05-901121-5
- 花橘の乱 在原業平異聞（2002年7月、日本放送出版協会） ISBN 4-14-005391-7
- 竜車を撃つ 伊藤博文の日露大戦（2005年9月、出版芸術社） ISBN 4-88293-277-6